# 5597 Warren
Az 5597 Warren (ideiglenes jelöléssel 1991 PC13) a Naprendszer kisbolygóövében található aszteroida. Henry Holt fedezte fel 1991. augusztus 5-én.